# Quattro Canti
Quattro Canti (Nederlands: vier hoeken) is een plein in het historische centrum van de Siciliaanse hoofdstad Palermo. Het plein ligt op de kruising van de twee belangrijke straten Corso Vittorio Emanuele en de Via Maqueda. Het plein heet officieel Piazza Vigliena, vernoemd naar de Spaanse onderkoning Juan Fernandez Pacheco de Villena, die het plein liet bouwen. Het plein, dat bekendstaat als een van de mooiste van de stad, heeft als bijnaam Teatro del Sole, omdat gedurende de hele dag het zonlicht op de gevels valt.

## Geschiedenis
Het plein ontstond bij een stadsuitbreiding naar het oosten in de zeventiende eeuw. De uit de Arabische tijd stammende Cassaro (hernoemd in Corso Vittorio Emanuele) die langs het Palazzo dei Normanni loopt, werd in oostelijke richting, tot aan de zee, verlengd en verbreed. In 1608 liet de voormalige Spaanse onderkoning Bernardino de Cárdenas y Portugal, hertog van Maqueda, de grote Via Nuova (later Via Maqueda) loodrecht aanleggen op de Cassaro. De twee straten verdelen het oude stadscentrum in de vier wijken Albergheria, Seralcadio, La Loggia en Kalsa.
Op het kruispunt van de beide straten werd het achthoekige Quattro Canti aangelegd, met de gebogen façades. De bouw van het plein duurde van 1608 tot 1620. De uit Florence komende architect Giulio Lasso ontwierp aan alle vier zijden van het plein bijna identieke paleizen.

## Architectuur
| Windrichting    | Zuidzuidwest      | Westnoordwest | Noordnoordoost | Oostzuidoost |
| Afbeelding      |                   |               |                |              |
| Wijk            | Albergheria       | Seralcadio    | La Loggia      | Kalsa        |
| Seizoen         | Lente             | Zomer         | Herfst         | Winter       |
| Koning          | Karel I (Karel V) | Filips II     | Filips IV      | Filips III   |
| Beschermheilige | Cristina          | Ninfa         | Oliva          | Agatha       |

De gevels van de vier paleizen zijn concaaf gebogen en versierd met klassieke zuilen en standbeelden. In de sokkels bevinden zich fonteinen die de vier seizoenen symboliseren. In het middenstuk staan in de centrale nissen standbeelden van de vier Spaanse koningen Karel I, Filips II, Filips IV en Filips III. De standbeelden in het bovenste gedeelte van de gevel stellen de vier beschermheiligen van de wijken voor: Cristina, Ninfa, Oliva en Agatha.
De fonteinen en standbeelden worden omringd door zuilen die van onderen naar boven van respectievelijk de Dorische, Ionische en de Korinthische orde zijn.

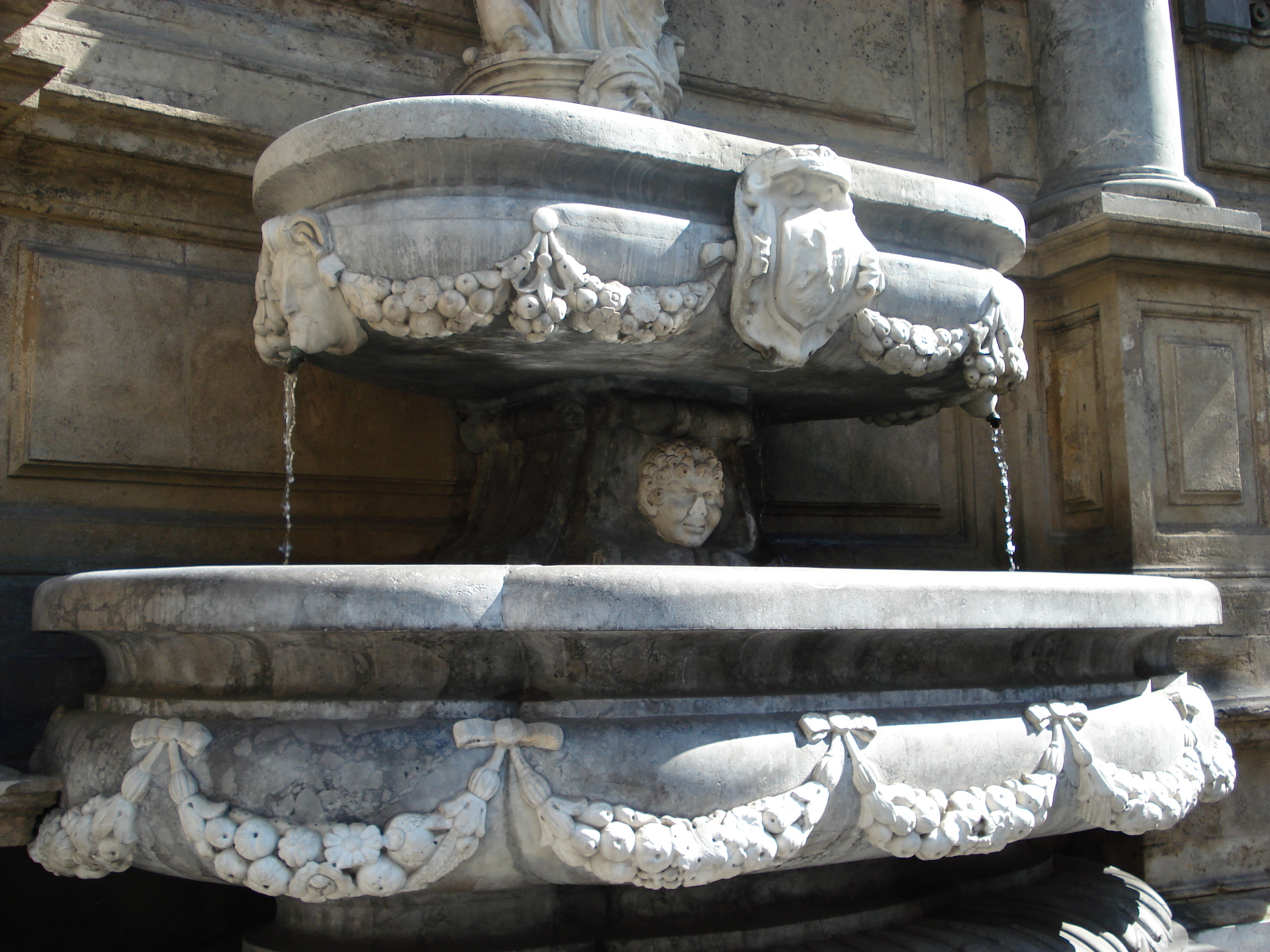
Fontein
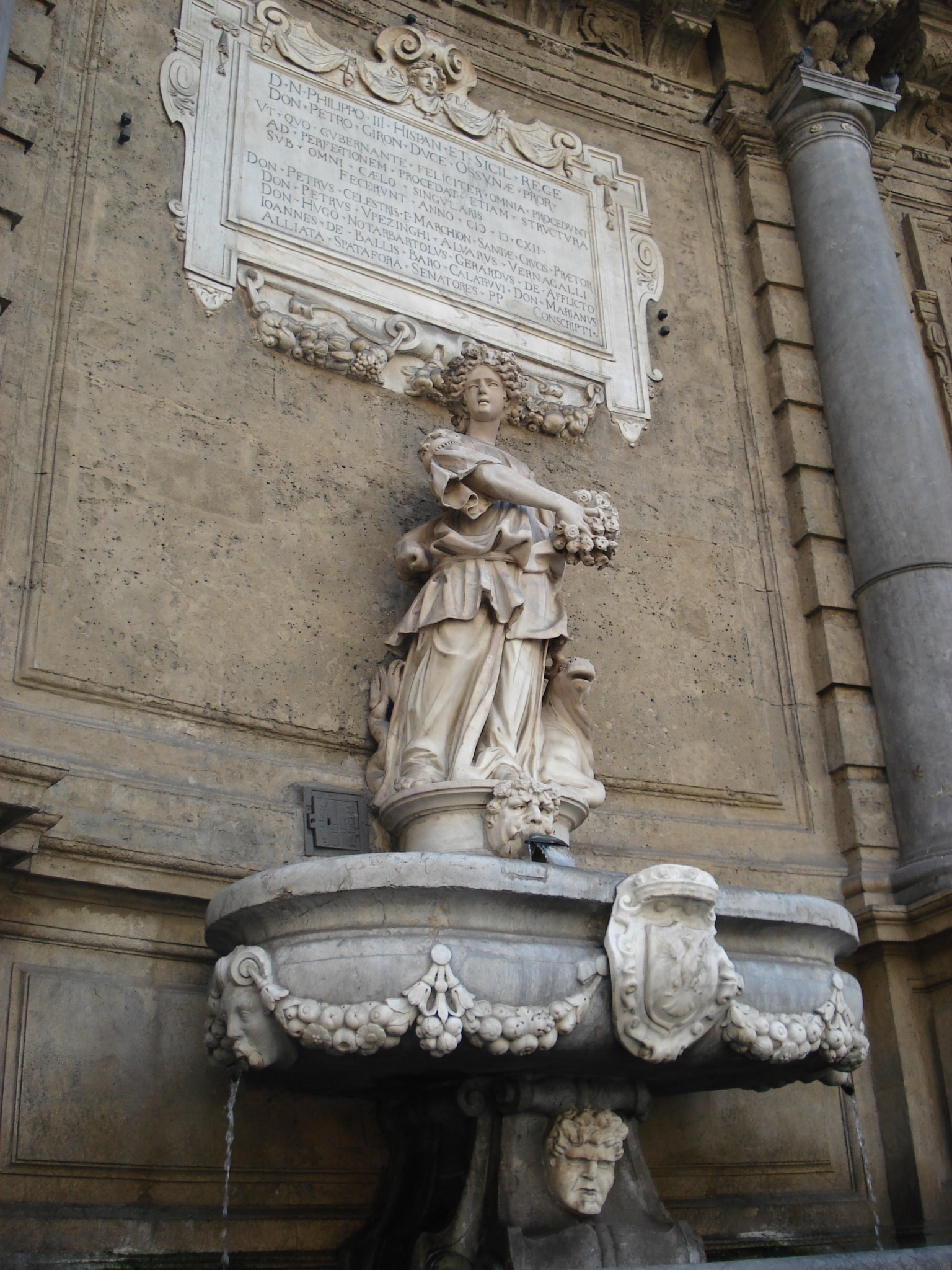
Allegorie van het seizoen
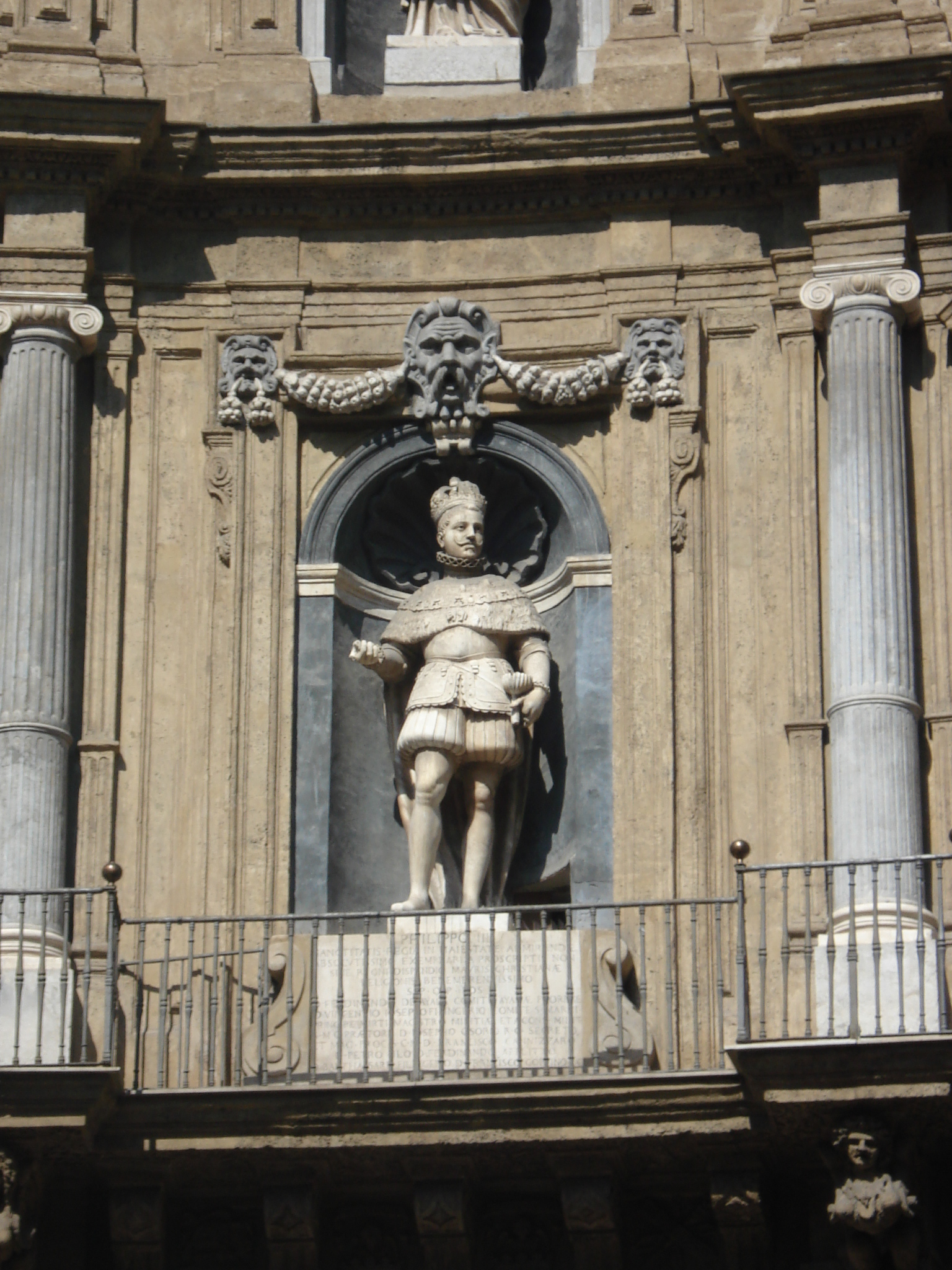
Koning
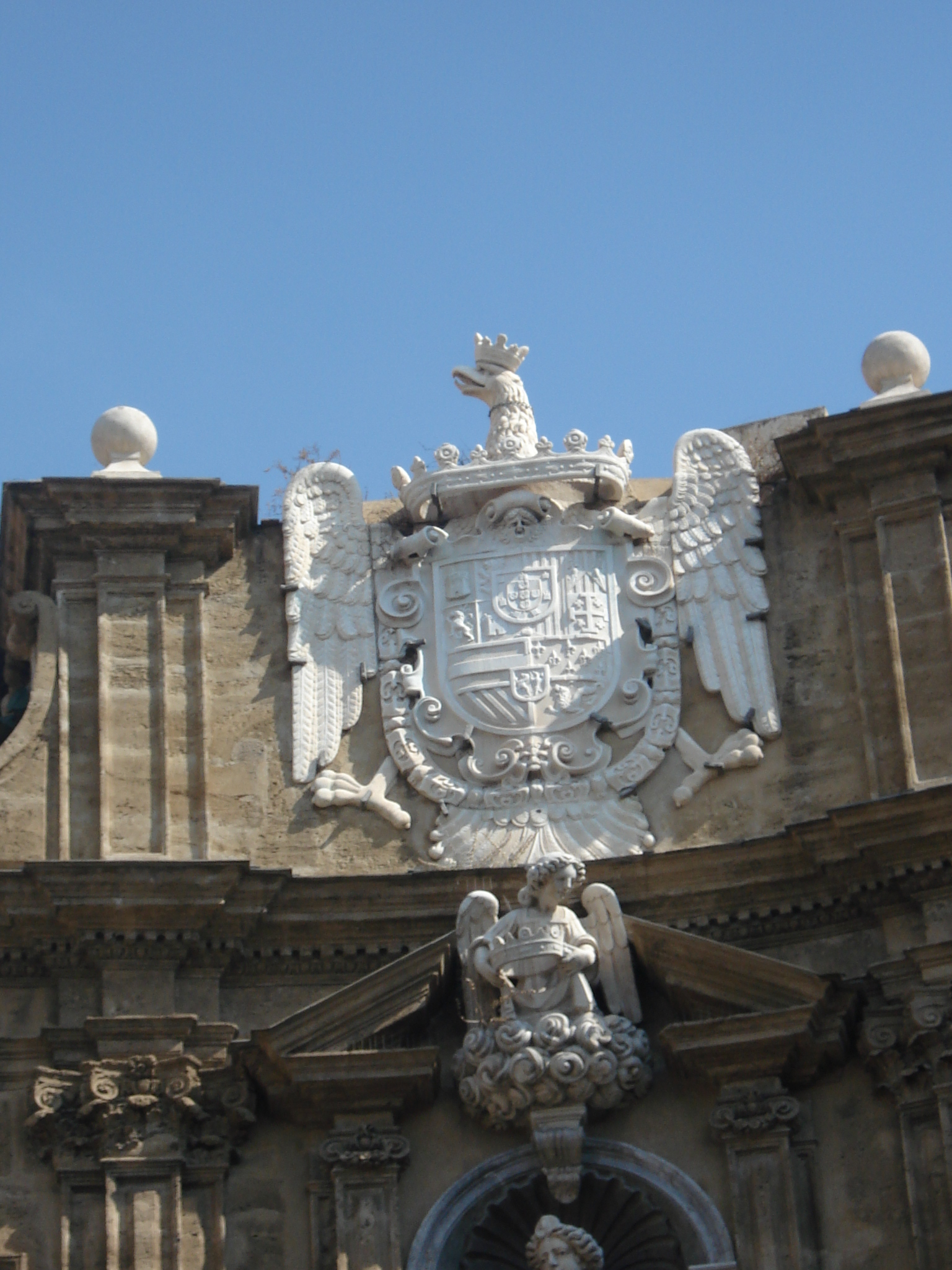
Wapen